# Estádio Nacional da Tundavala
Estádio Nacional da Tundavala – wielofunkcyjny stadion położony w Lubango w Angoli. 
Pojemność stadionu to 20 000 miejsc. Stadion był areną zmagań w Pucharze Narodów Afryki 2010.